# Страхил Попов
Страхил Венков Попов е български футболист, играе като десен външен халф, но може да се изявява също като десен бек и нападател, силният му крак е десният.

## Състезателна кариера
Страхил Попов започва да тренира футбол през 1999 г. при треньора Васил Петров в школата на ПФК Пирин Благоевград (Благоевград). Четири години по-късно се мести в Македонска слава, а след още три отива в частната школа на Ивайло Андонов – Пирин 2001, където и дебютира в мъжкия футбол във В футболна група и става републикански шампион за юноши. Наблюдаван е от ловешките скаути в няколко мача от Югозападната В група, както и в националния отбор и през лятото на 2008 г. Попов преминава при „оранжевите“ като подписва 5-годишен професионален договор. Дебютът му в А група е на 2 ноември 2008 г. срещу Локомотив Мездра, завършил 2:1 в полза на домакините, а Страхил влиза в края на мача като смяна на бразилеца Том.  Записва мачове както за старшата възраст, така и за дублиращия отбор на „оранжевите“.
От началото на сезон 2009 – 10 играе под наем в Локомотив Мездра, а на полусезона е преотстъпен до края на шампионата на новака Монтана. През сезон 2010 – 11 се завръща в Литекс, а новият старши треньор Любослав Пенев го преквалифицирва като десен бек. По това време на тази позиция в клуба се състезават босненският национал Джемал Берберович, както и французинът Александър Барт и младокът рядко намира място дори в групата. Същото се повтаря и през есента на следващия сезон, когато Страхил Попов е като трета алтернатива след новите придобивки Максим Жос и Бернар Итуа и изиграва едва 5 мача, един от които за Купата на България. През пролетния полусезон за наставник на отбора е назначен Христо Стоичков, който започва да му гласува повече доверие и да го налага като титуляр. До края на сезона Страхил Попов записва 16 срещи от всичките изиграни 18, в т.ч. и срещите за купата.
През лятото на 2012 г. ръководството на Литекс стартира нова политика на по-скромно харчене относно селекцията. След свиването на бюджета в Литекс част от чужденците напускат, както и звездите Светослав Тодоров и Христо Янев, а обратно в отбора са отзовани всички юноши пратени под наем за обиграване в други отбори. Така снажният бранител става част от най-младия отбор в историята със средна възраст 21 години и 8 месеца, ръководен от легендата на българския футбол Христо Стоичков.
Абсолютен титуляр да края на сезона. На 2 март 2013 г. Литекс побеждава като гост ЦСКА (София) с два гола на Армандо Ваюши и след асистенции на Страхил Попов. Добрите изяви на защитника не остават незабелязани и в българските медии се появяват информации за интерес от италиански клубове , както и от френския елитен Валансиен, Селтик и Амкар Перм.
Избран е за „Най-добър футболист на Литекс“ за 2014 година.

## Национален отбор
През 2007 г. получава първата си повиквателна за юношеския Нац. отбор до 16 г. воден от Михаил Мадански. Има изиграни осем мача срещу връстниците си от Гърция (2), Македония (2), Финландия, Португалия, Норвегия и Израел в които отбелязва два гола. За младежкия нац. отбор воден от Иван Колев има записани изяви срещу Казахстан, Израел, Грузия, ЮАР, Зимбабве и Черна гора.
Дебют за първия състав на България прави на 23 май 2014 година в мач срещу Канада.

## Успехи
Литекс Ловеч
- Шампион (1): 2010/11
- Купа на България – 2009